# Willy Prautzsch
Willy Prautzsch (* 11. Februar 1890 in Kathewitz; † 29. März 1971 in Immenstadt im Allgäu) war ein deutscher Gestapobeamter und SS-Führer.

## Leben
Prautzsch betätigte sich nach der Volksschule zunächst als Musiker. Von 1908 bis 1920 diente er beim Militär. 1921 fing er bei der sächsischen Polizei an und wurde später in die Kriminalpolizei Leipzig übernommen. Zum 1. Dezember 1931 trat er in die NSDAP ein (Mitgliedsnummer 824.641).
Im Jahr 1933 wurde Prautzsch zur Kriminalpolizei nach Dresden und im Sommer 1934 zur Anhaltischen Politischen Polizei (Geheime Staatspolizei) Dessau versetzt, wo er die Leitung der Abteilung III übernahm. 1936 wurde er SS-Mitglied (SS-Nummer 272.474).
Im Jahr 1939 versetzte man ihn zur Staatspolizeistelle Innsbruck. Zu dieser Zeit war er SS-Untersturmführer und Kriminalobersekretär. Er leitete das Referat II D und später das Referat II E bzw. IV 1c und wurde zum Kriminalinspektor und zum SS-Obersturmführer befördert. Zu seiner Amtsführung in Innsbruck sind zahlreiche übereinstimmende Aussagen von Gestapo-Mitarbeitern und Häftlingen überliefert, wonach Prautzsch der „gefürchtetste Gestapobeamte in Innsbruck“ war. Er galt als fanatischer Nationalsozialist, der fast täglich ausländische Gefangene folterte. Einige Häftlinge starben an den Folterfolgen.
Bei Kriegsende 1945 floh er zurück nach Dessau, wo ihn die Amerikaner internierten. Sie entließen ihn 1947 wegen eines schweren Herzleidens. Prautzsch ließ sich im Allgäu nieder. Zwar stufte eine Spruchkammer Prautzsch als „Hauptschuldigen“ ein und verurteilte ihn zu sieben Jahren Arbeitslager. Da er gegen das Urteil Berufung einlegte und „schwer herzkrank“ war, musste er die Strafe nicht verbüßen. Auch das Landesgericht Innsbruck erließ 1948 einen Haftbefehl gegen ihn, aber die amerikanische Besatzungsmacht lieferte ihn nicht aus. Obwohl übereinstimmende Aussagen zu seinen Verbrechen in Innsbruck vorlagen, wurde Prautzsch juristisch nie zur Rechenschaft gezogen. Alle gegen ihn eingeleiteten Strafverfahren in der Bundesrepublik Deutschland  und in Österreich wurden eingestellt.